# Veneza (província)
A província de Veneza é uma província italiana da região do Vêneto com cerca de 534 189 habitantes, densidade de 260 hab/km². Está dividida em 43 comunas, sendo a capital Veneza.
Faz fronteira a nordeste com a região do Friul-Veneza Júlia (província de Údine e província de Pordenone), a este com o Mar Adriático, a sul com a província de Rovigo e a oeste com província de Pádua e a província de Treviso.